# الگادر
الگادر (به اسپانیایی: Algodre) یک شهرستان در اسپانیا است که در استان سامرا واقع شده‌است.